# Corazón (Vulkan)
Der Corazón (span. für Herz) ist ein 4790 m hoher, leicht zu besteigender,
nicht mehr aktiver, erodierter Schichtvulkan in Ecuador, der ca. 30 km südwestlich von Quito am Westabhang der Anden auf der Westkordillere liegt. Er befindet sich direkt nördlich der beiden Gipfel des Illiniza, des südlichen Iliniza Sur und des nördlichen Iliniza Norte.

## Akklimatisierungsberg
Der Corazón ist ein häufig besuchter Akklimatisierungsvulkan für Bergsteiger, die größere Herausforderungen, wie z. B. die Besteigung der beiden höchsten Berge des Landes, den Cotopaxi (5897 Meter) und den Chimborazo (6267 Meter), planen. Es muss jedoch mit starken Winden und häufiger Bewölkung gerechnet werden. Für erste Wanderungen zur Akklimatisierung bietet sich eher der Vorgipfel des Corazón in einer Höhe von etwa 4500 Meter oder niedrigere Vulkane wie der Pasochoa (4200 Meter) an.

## Name
Der Vulkan Corazón (auch El Corazón – Das Herz) hat seine Namensgebung daher, da zwei Seiten seines Gipfels von Nordwesten aus der Entfernung betrachtet ein Herz bilden.

## Aufstieg
Der Corazón ist von Quito aus schnell zu erreichen. Bei sehr frühem Aufbruch mit dem Geländewagen ist er sogar als Tagestour möglich. Es gibt zwei Routen, eine beginnt über dem Dorf Alóag, die andere führt über El Chaupi. Je nach Startpunkt benötigt man für die ca. 1000 Höhenmeter etwa 6 Stunden für den Aufstieg zum Gipfel und 3 – 4 Stunden für den Abstieg. Anfangs führt die Wanderung durch Weiden und Ackerland, doch bald wird der Weg zunehmend steiniger. Es sind jedoch nur kurze, leichte Felspassagen zu überwinden. Ein Seil wird nicht benötigt.

## Besonderheiten
Auch wenn so mancher Besucher dem Vulkan Corazón nur eine leichte Ähnlichkeit mit der typischen Herzform bescheinigen kann, so fällt auf jeden Fall die markante Form dieses allein stehenden, dunklen Felsklotzes von allen höheren Punkten der näheren Umgebung sofort ins Auge. Gletscher oder Firnbelag fehlen auf dem Corazón völlig, hin und wieder bedeckt eine leichte Schneeschicht die oberen Teile der Berge, normalerweise handelt es sich um einen reinen Felsanstieg. Vom Gipfel bietet sich eine herrliche Aussicht auf den in Kegelform aufragenden, eisbedeckten „Bilderbuchvulkan“ Cotopaxi. Noch näher liegt der Doppelgipfel der Illinizas, ebenfalls ein Eisvulkan mit einer Höhe von über 5000 Meter. An den nordöstlichen Hängen des Corazón fand man Ruinen aus der Zeit vor der Conquista, sie sind jedoch stark überwuchert und noch nicht vollständig erforscht.